# Juaye-Mondaye
Juaye-Mondaye ist eine französische Gemeinde mit 697 Einwohnern (Stand 1. Januar 2022) im Département Calvados in der Region Normandie mit 697 Einwohnern (Stand: 1. Januar 2022). Juaye-Mondaye gehört zum Arrondissement Bayeux und zum Kanton Bayeux.

## Geografie
Juaye-Mondaye liegt etwa acht Kilometer südsüdöstlich von Bayeux. Umgeben wird Juaye-Mondaye von den Nachbargemeinden Ellon im Norden, Condé-sur-Seulles im Nordosten, Chouain im Osten und Nordosten, Bucéels im Südosten, Lingèvres im Süden, Longraye im Südwesten, Trungy im Westen und Südwesten, Saint-Paul-du-Vernay im Westen sowie Arganchy im Nordwesten.

## Bevölkerungsentwicklung
| 1962                       | 1968 | 1975 | 1982 | 1990 | 1999 | 2006 | 2018 |
| -------------------------- | ---- | ---- | ---- | ---- | ---- | ---- | ---- |
| 593                        | 573  | 520  | 533  | 616  | 623  | 686  | 673  |
| Quellen: Cassini und INSEE |      |      |      |      |      |      |      |

## Sehenswürdigkeiten
- Kirchruine Saint-Vigor de Juaye, Monument historique
- Kirche Saint-Aubin in Bernières-Bocage aus dem 12./13. Jahrhundert
- Ruine der Kirche Sainte-Bazile in Couvert, Reste sind Monument historique
- Prämonstratenserkloster Saint-Martin in Mondaye, um 1200 erbaut, Monument historique
- Schloss Juaye aus dem 18. Jahrhundert, Monument historique
- Herrenhaus Jérusalem aus dem 18. Jahrhundert in Couvert

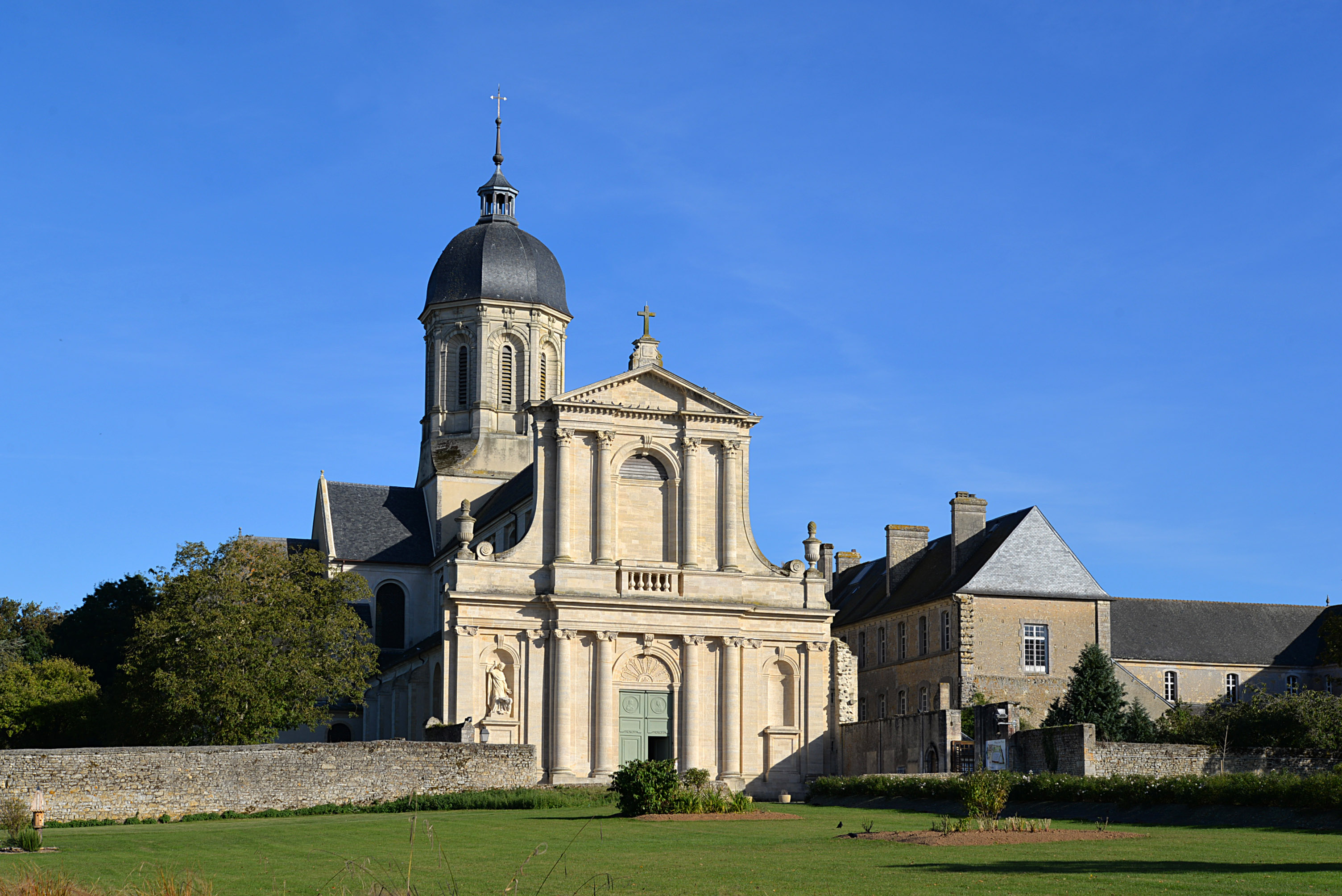
Kloster Saint-Martin
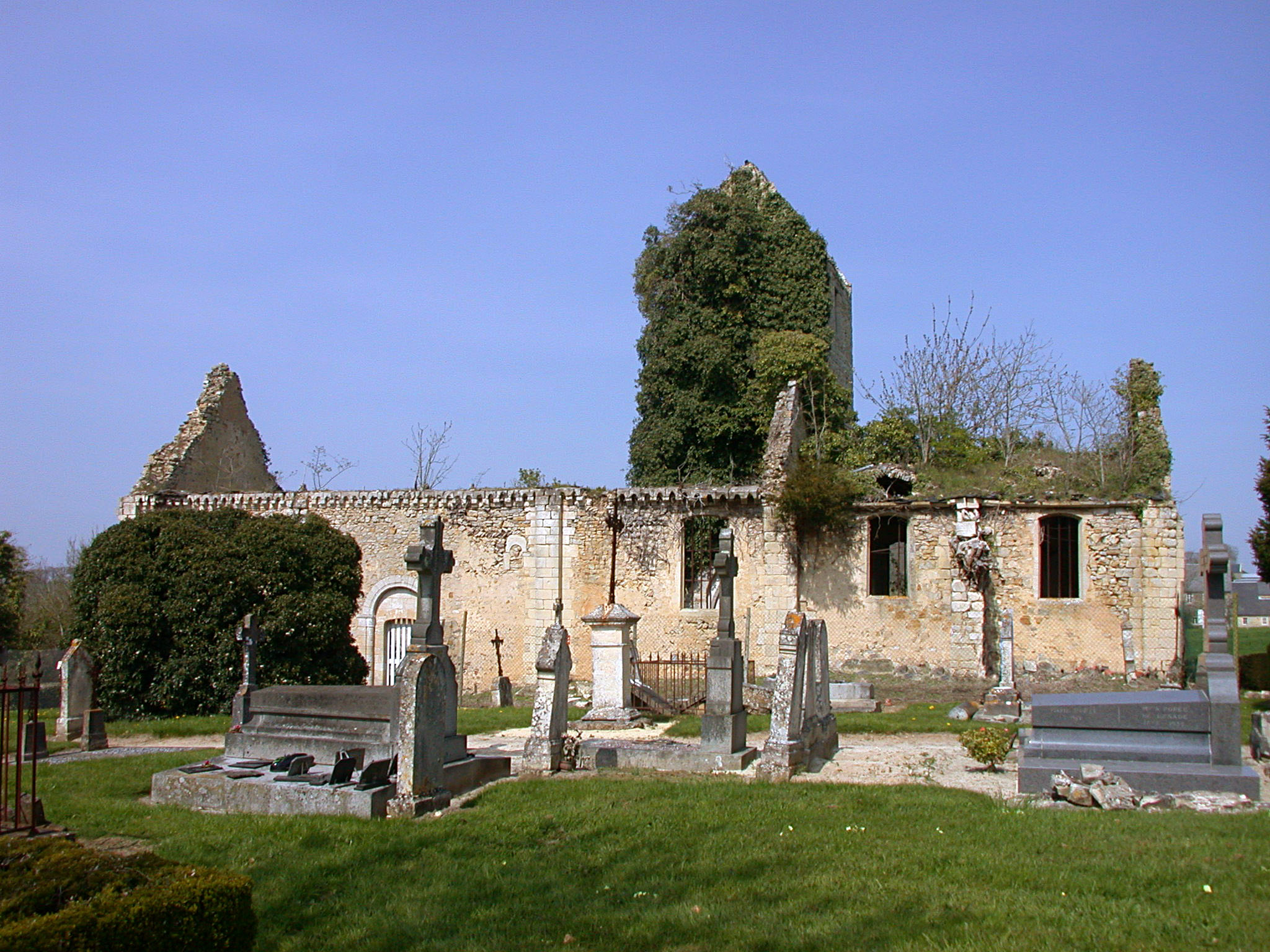
Kirche Saint-Aubin
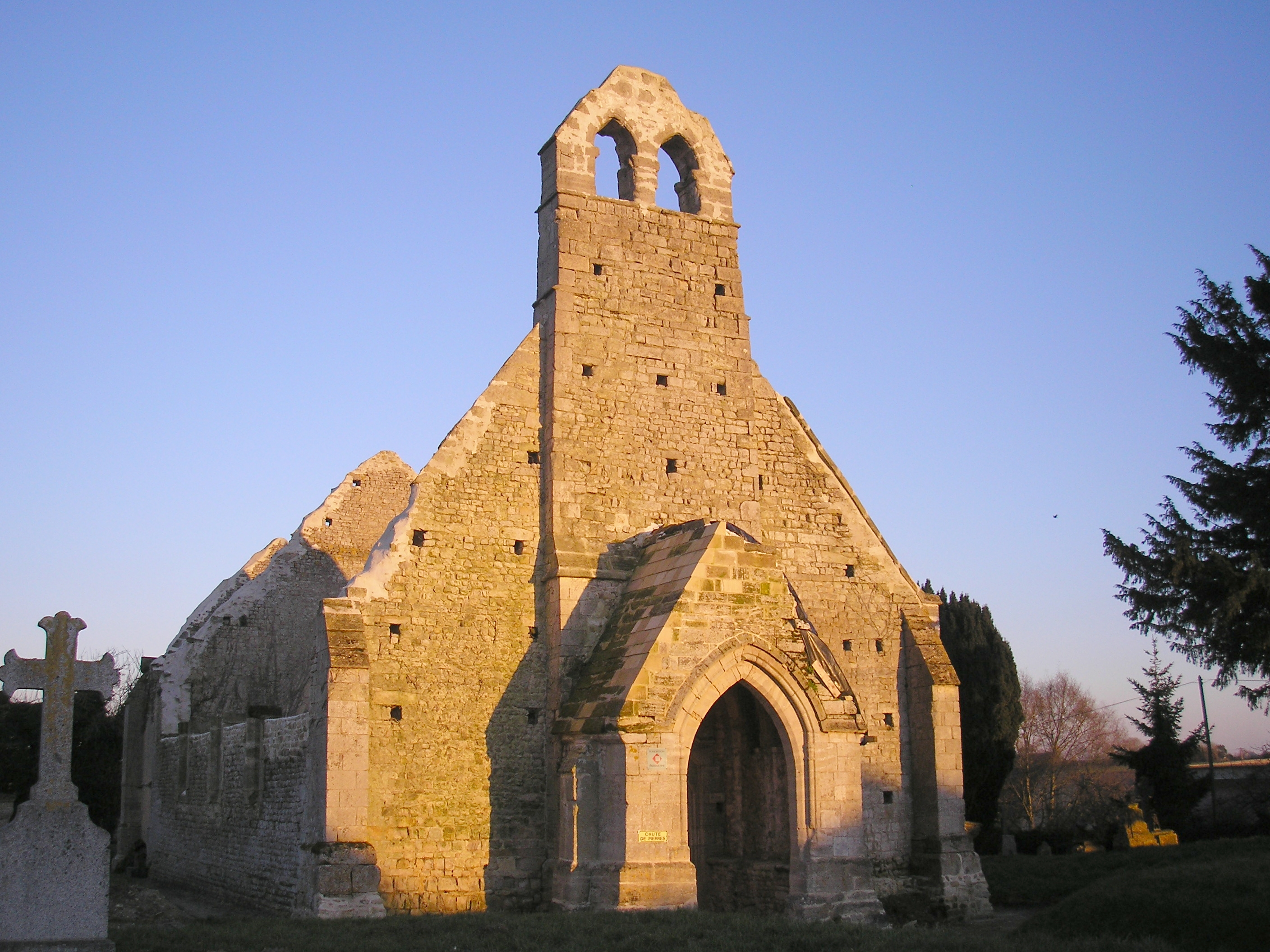
Kirchruine Sainte-Bazile
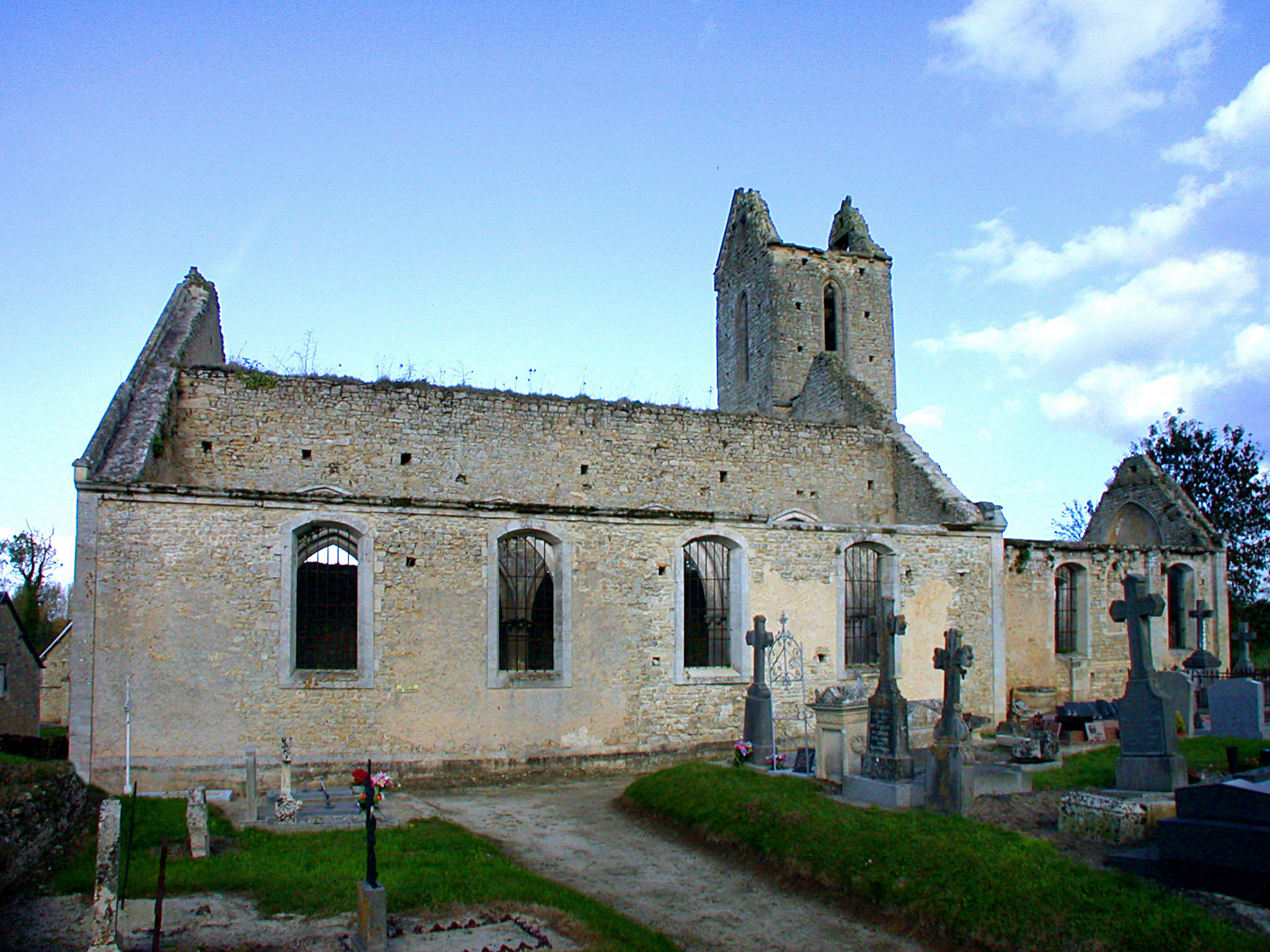
Kirchruine Saint-Vigor